# Литораль-де-Сан-Хуан
Литораль-де-Сан-Хуан (исп. Litoral de San Juan) — город и муниципалитет на западе Колумбии, на территории департамента Чоко. Входит в состав субрегиона Пасифико-Сур.

## История
Поселение, из которого позднее вырос город, было основано в 1968 году. Муниципалитет Литораль-де-Сан-Хуан был выделен в отдельную административную единицу в 1993 году.

## Географическое положение
Город расположен в южной части департамента, в пределах Тихоокеанской низменности, в дельте реки Сан-Хуан, на расстоянии приблизительно 175 километров к юго-западу от города Кибдо, административного центра департамента. Абсолютная высота — 6 метров над уровнем моря.
Муниципалитет Литораль-де-Сан-Хуан граничит на северо-западе с территорией муниципалитета Бахо-Баудо, на севере — с муниципалитетом Истмина, на северо-востоке — с муниципалитетом Сипи, на юге и востоке — с территорией департамента Валье-дель-Каука, на западе омывается водами Тихого океана. Площадь муниципалитета составляет 1500 км².

## Население
По данным Национального административного департамента статистики Колумбии, совокупная численность населения города и муниципалитета в 2015 году составляла 15 251 человек.
Динамика численности населения муниципалитета по годам:
| 2005   | 2006   | 2007   | 2008   | 2009   | 2010   | 2011   | 2012   | 2013   | 2014   | 2015   |
| ------ | ------ | ------ | ------ | ------ | ------ | ------ | ------ | ------ | ------ | ------ |
| 12 244 | 12 568 | 12 851 | 13 124 | 13 409 | 13 682 | 13 969 | 14 268 | 14 569 | 14 902 | 15 251 |

Согласно данным переписи 2005 года мужчины составляли 51,4 % от населения Литораль-де-Сан-Хуана, женщины — соответственно 48,6 %. В расовом отношении индейцы составляли 60,6 % от населения города; негры, мулаты и райсальцы — 39,1 %; белые и метисы — 0,3 %.
Уровень грамотности среди всего населения составлял 72,9 %.